# Nephelomys childi
Nephelomys childi és una espècie de mamífer rosegador de la família dels cricètids. És endèmic de Colòmbia. El seu hàbitat natural són les selves nebuloses. Té el pelatge dorsal relativament llarg. Fins al 2006 se'l considerà un sinònim d'Oryzomys albigularis. L'espècie fou anomenada en honor de George D. Child, que contribuí a la recollida d'espècimens d'aquest animal.